# Pisklak
Pisklak (ang. Piper) – 6-minutowy krótkometrażowy film animowany produkcji wytwórni Pixar. Wyreżyserował go Alan Barillaro, który również napisał scenariusz. Swoją premierę miał 16 czerwca 2016, w kinach przed filmem Gdzie jest Dory?, w Polsce 17 czerwca. Film zdobył Oskara w 2017 roku, w kategorii najlepszy krótkometrażowy film animowany.
Opowiada o małym głodnym pisklęciu bekasa, który boi się wody. Inspiracją była obserwacja tych ptaków przez reżysera, które zdobywają pożywienie mimo hydrofobii.